# كلوديا شوبرت
كلوديا شوبرت هي مغنية ألمانية، ولدت في 1964 في دارمشتات في ألمانيا.

## وصلات خارجية
- كلوديا شوبرت على موقع ميوزك برينز (الإنجليزية)
- كلوديا شوبرت على موقع أول ميوزيك (الإنجليزية)
- كلوديا شوبرت على موقع ديسكوغز (الإنجليزية)